# Умершие в июле 1941 года
Это список известных людей, соответствующих установленным критериям значимости (см. Википедия:Критерии значимости персоналий), умерших в июле 1941 года.
Причина смерти указывается лишь в исключительных случаях (убийство, самоубийство, гибель в результате военных действий, смертная казнь, ДТП или несчастные случаи). В остальных случаях — не указывается.

## 1 июля
- Иванов, Василий Иванович, советский военачальник, генерал-майор танковых войск. Погиб в бою.
- Каганович, Михаил Моисеевич (52), советский государственный и партийный деятель, Народный комиссар оборонной промышленности СССР (1937—1939), Народный комиссар авиационной промышленности (1939—1940). Самоубийство.

## 2 июля
- Антонюк, Максим Кондратьевич (26), военный лётчик, старший лейтенант, заместитель командира эскадрильи 147-го истребительного авиационного полка 1-й смешанной авиационной дивизии ВВС 14-й армии Северного фронта. Погиб в бою.
- Лопатин, Алексей Васильевич (26), начальник 13-й пограничной заставы Владимир-Волынского отряда (с 1940), Герой Советского Союза (посмертно). Погиб в бою.
- Маклин, Рональд (60) — британский гимнаст, бронзовый призёр летних Олимпийских игр 1912 года в командном первенстве.

## 4 июля
- Бой-Желенский, Тадеуш (66), польский театральный критик, переводчик французской литературы, литературовед и писатель, расстрелян нацистами.
- Михайлов, Леонид Васильевич (Герой Советского Союза) (35),командир эскадрильи 10-го скоростного бомбардировочного полка, капитан.
- Новицкий, Витольд (62), польский врач, профессор Университета Яна Казимира во Львове.
- Пилат, Станислав (60), польский учёный-химик, преподаватель Львовского политехнического института.
- Прогульский, Станислав (66),польский врач-педиатр, профессор Университета Яна Казимира во Львове.
- Серадзский, Влодзимеж (70),  польский врач, специалист в области судебной медицины.
- Супрун, Степан Павлович (33), советский лётчик-испытатель, военный лётчик-истребитель. Первый дважды Герой Советского Союза в Великой Отечественной войне (второй раз — посмертно). Погиб в бою.
- Хулевич, Ежи (54), польский писатель, график, художник — экспрессионист, теоретик искусства. Умер от сердечного приступа.
- Цешинский, Антоний (59),польский врач-стоматолог, профессор.

## 5 июля
- Хараборкин, Георгий Филимонович (35), участник советско-финляндской войны (1930—1940) и Великой Отечественной войны, командир танкового батальона. Герой Советского Союза (1940) Погиб на фронте.
- Хигрин, Борис Львович (31), участник Великой Отечественной войны, командир дивизиона 462-го артиллерийского полка 13-й армии Западного фронта, Герой Советского Союза (посмертно), капитан. Погиб в бою

## 6 июля
- Анохин, Константин Ефремович (28), советский военный лётчик, участник Великой Отечественной войны, командир звена 170-го истребительного авиационного полка 23-й смешанной авиационной дивизии Западного фронта, лейтенант. Герой Советского Союза (посмертно). Погиб в бою
- Беляев, Яков Дмитриевич (23), сержант Рабоче-крестьянской Красной Армии, участник Великой Отечественной войны, Герой Советского Союза (посмертно). Погиб в бою.
- Грязнов, Александр Матвеевич — советский танкист, участник Великой Отечественной войны, Герой Советского Союза (посмертно). Погиб в бою.
- Райхенов, Антон (93), немецкий орнитолог.

## 7 июля
- Бадрах, Улжийгийн (46), монгольский политический деятель, министр финансов (1924—1925), секретарь Центрального Комитета Монгольской Народной Революционной партии (1928—1932), расстрелян по постановлению Военной коллегии Верховного суда СССР. Реабилитирован посмертно.
- Рэндольф Бедфорд (73),австралийский поэт, прозаик, мастер короткого рассказа, государственный деятель. Член Австралийской лейбористской партии.

## 8 июля
- Байков, Семён Григорьевич (27), командир сапёрного взвода 50-го отдельного моторизованного инженерного батальона 1-го механизированного корпуса 11-й армии Северо-Западного фронта, младший лейтенант., Герой Советского Союза (посмертно). Погиб в бою.
- Гобер, Филипп (62), французский флейтист, композитор и дирижёр. Умер от инсульта.
- Никифор Кудрявцев (26), младший лейтенант Рабоче-крестьянской Красной Армии, участник Великой Отечественной войны, Герой Советского Союза.
- Шор, Мойше (67), польско-еврейский историк, ориенталист, специалист по Ассирии, польский общественный и политический деятель. Умер в советской тюрьме.

## 9 июля
- Аджия, Божидар (50), югославский левый политический деятель и публицист. Народный герой Югославии (посмертно) Расстрелян усташами.
- Здоровцев, Степан Иванович (25), лётчик, командир звена 158-го истребительного авиационного полка, Герой Советского Союза. Погиб в бою.
- Кершовани, Отокар (39), югославский журналист, коммунист. Расстрелян усташами
- Матело, Валдо Янович (33),эстонский военачальник, капитан.
- Прица, Огнен (41), югославский математик, коммунист. Народный герой Югославии (посмертно). Расстрелян усташами
- Соколов, Николай Константинович, советский государственный деятель, председатель Правления Госбанка СССР (1940).Расстрелян органами НКВД. Реабилитирован посмертно.

## 10 июля
- Акулов, Глеб Григорьевич, советский поэт.
- Амар, Анандын (55), монгольский политик, премьер министр Монголии (1928—1930, 1936—1939). Расстрелян в Москве. Реабилитирован посмертно.
- Бандера, Андрей Михайлович (59), священник УГКЦ, религиозный и общественный деятель, член Украинской Национальной Рады. Расстрелян органами НКВД
- Заходский, Александр Иванович (24), пулемётчик 3-го батальона 461-го стрелкового полка 142-й стрелковой дивизии 23-й армии Северного фронта, рядовой, Герой Советского Союза (посмертно). Погиб в бою.
- Мортон, Джелли Ролл (55), американский джазовый пианист, певец, руководитель оркестра. Умер от астмы.
- Титовка, Сергей Алексеевич, Герой Советского Союза.

## 11 июля

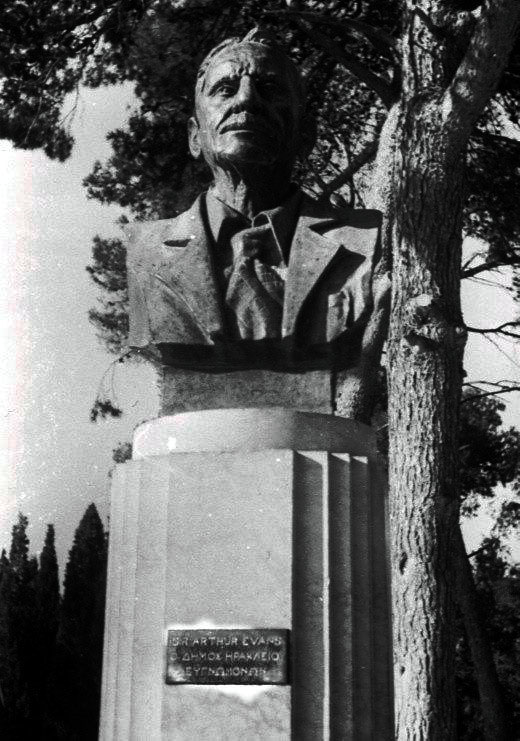
Артур Эванс

- Сиволап, Иван Данилович, — участник Советско-финской и Великой Отечественной войн. Старшина автобронетанковых войск. Герой Советского Союза (1940). Погиб в бою
- Эванс, Артур (90), британский археолог, открыватель Минойской цивилизации.

Маргерс Скуениекс

## 12 июля
- Рузевич, Станислав (51), польский математик, представитель Львовской математической школы.
- Скуениекс, Маргерс (55), латвийский государственный и политический деятель, премьер-министр Латвии (1926—1928, 1931—1933). Расстрелян в Советском Союзе.

## 13 июля
- Привалов, Иван Иванович (50), советский математик, член-корреспондент АН СССР
- Рауд, Ильмар (28), эстонский шахматист. Умер в Буэнос-Айресе

## 14 июля
- Бейкер, Ричард Томас (86), австралийский ботаник-ресурсовед и фитохимик.
- Власов, Трофим Леонтьевич, генерал-майор Рабоче-крестьянской Красной Армии, участник польского похода, советско-финской и Великой Отечественной войн, командующий артиллерией 16-й армии, погиб на фронте.
- Середа, Иван Михайлович (36), Герой Советского Союза.
- Синокоп, Николай Данилович, солдат 94-го погранотряда войск НКВД. Погиб в бою
- Филатов, Пётр Михайлович (47), советский военачальник, в начальный период Великой Отечественной войны командующий 13-й армией, генерал-лейтенант. Умер от ран, полученных на фронте.
- Яблонский, Виктор Петрович (44), советский актёр театра и кино, поэт. Участник Великой Отечественной войны. Погиб в бою

## 15 июля
- Кретцер, Макс (87), немецкий писатель.
- Руттман, Вальтер (53), немецкий художник и режиссёр. Умер от последствий эмболии.
- Энгельгардт, Борис Вадимович, Участник Первой мировой войны и Гражданской войны на стороне Белого движения. Расстрелян по приговору военного трибунала. Реабилитирован посмертно.

## 17 июля
- Вагенар, Йохан (78) — нидерландский композитор, органист и музыкальный педагог. Отец Бернарда Вагенара.
- Сиротинин, Николай Владимирович, старший сержант артиллерии. Во время Великой Отечественной войны в одном бою уничтожил 11 танков, 7 бронемашин, 57 солдат и офицеров противника. Погиб в бою.
- Цесарец, Август (47), хорватский писатель и публицист. Убит усташами.
- Честохвалов, Сергей Михайлович (49), советский военачальник, генерал-майор, командир 25-го стрелкового корпуса. Погиб на фронте.

## 18 июля
- Гусейнбала Балаали оглы Алиев (22)  советский лётчик-истребитель, лейтенант.
- Инданс, Янис Теодор (46) латышский лётчик. Расстрелян по приговору советского суда. Реабилитирован посмертно.
- Лаврангас, Дионисиос (80), греческий композитор, дирижёр и музыкальный педагог.

## 19 июля

Йозеф Шульц

- Лейхум, Вильгельм (30), германский легкоатлет, спринтер и прыгун в длину< двукратный чемпион Европы (1934, 1938), бронзовый призёр летних олимпийских игр в Берлине (1936) по прыжка в длину. Погиб на Восточном фронте
- Монтвила, Витаутас (32), литовский советский поэт, переводчик. Расстрелян немецкими оккупантами.
- Сырбу, Филимон (24), румынский революционер, участник антифашистского рабочего движения. Казнён по приговору румынского суда
- Шульц, Йозеф, немецкий солдат, участник Второй мировой войны, герой-антифашист

## 20 июля
- Ларионов, Георгий Петрович, участник советско-финляндской и Великой Отечественной войн, Герой Советского Союза (1940), , командир звена, командир эскадрилии 7-го истребительного авиационного полка, капитан. Погиб в бою.
- Турнер, Генрих Иванович (82), организатор и руководитель первой в России кафедры и клиники ортопедии.

## 21 июля
- Кругликова, Елизавета Сергеевна (76), русская советская художница, график, мастер гравюры и силуэта.
- Лепкий, Богдан Сильвестрович, украинский поэт, прозаик, литературовед, критик, переводчик, историк литературы, издатель, публицист.

## 22 июля

Дмитрий Павлов

- Гремиславский, Яков Иванович (77), русский советский театральный гример-художник.
- Григорьев, Андрей Терентьевич (51), советский военачальник, генерал-майор войск связи (1940). Расстрелян по приговору Военной коллегии Веровного Суда СССР. Реабилитирован посмертно.
- Климовских, Владимир Ефимович (56), советский военачальник, начальник штаба Западного фронта. генерал-майор. Расстрелян по приговору Военной коллегии Веровного Суда СССР. Реабилитировн посмертно.
- Коробков, Александр Андреевич (44), советский военачальник, в начальный период Великой Отечественной войны командующий 4-й армией, генерал-майор. Расстрелян по приговору Военной коллегии Веровного Суда СССР. Реабилитирован посмертно.
- Павлов, Дмитрий Григорьевич (43), советский военный деятель, генерал армии, Герой Советского Союза, в начале Великой Отечественной войны командующий войсками Западного фронта. Расстрелян по приговору Военной коллегии Веровного Суда СССР. Реабилитирован посмертно.

## 23 июля

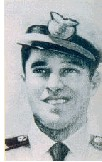
Хосе КиньонесГонсалес

- Дженкинс, Сезар (74) — валлийский футболист
- Киньонес Гонсалес, Хосе (27), военный лётчик, национальный герой Перу. Погиб в бою во время Перуано-эквадорской войны
- Куза, Василий Васильевич (39), советский актёр, театральный режиссёр, заслуженный артист РСФСР. Погиб во время немецкого авианалёта

## 24 июля
- Кирьянов, Павел Николаевич (22), командир танка, участник Советско-финской и Великой Отечественной войн, Герой Советского Союза(1940). Погиб в бою.
- Пислегин, Виктор Кузьмич, танкист, участник Советско-финской и Великой Отечественной войн, Герой Советского Союза (1940). Погиб в бою.
- Рамек, Рудольф (60) — федеральный канцлер Австрии  (1924-1926)
- Тараканов, Александр Яковлевич, участник Советско-финской и Великой Отечественной войн, командир взвода огнемётных танков 35-й лёгкой танковой бригады 7-й армии Северо-Западного фронта, младший лейтенант. Герой Советского Союза (1940). Скончался от ран полученных в бою.

## 25 июля
- Антоненко, Алексей Касьянович (30), советский лётчик-истребитель, Герой Советского Союза. Погиб в авиакатастрофе.
- Горбачёв, Иван Сергеевич, командир 250-й стрелковой дивизии, погиб на фронте.
- Данилов, Николай Фёдорович (26), участник Великой Отечественной войны, политрук мотострелковой роты, 163-го отдельного разведывательного батальона, 104-й стрелковой дивизии, 42-го стрелкового корпуса, 14-й армии, Северного фронта,Герой Советского Союза (посмертно). Погиб в бою.
- Ковальская, Мечислава (39)? блаженная Римско-Католической Церкви, монахиня из монашеского ордена клариссок-капуцинок, исповедница. Умерла в нацистском концлагере.

## 26 июля

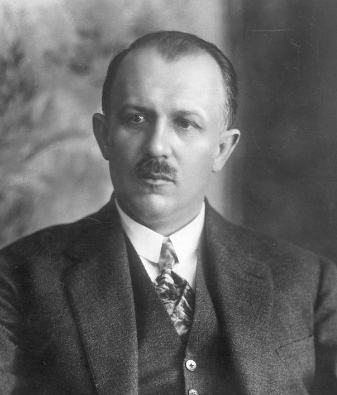
Казимир Бартель

- Бартель, Казимир (59), польский математик, политический и государственный деятель, в период между 1926 и 1930 гг. трижды возглавлял правительство Польши. Расстрелян нацистами.
- Зибе, Йозефина (70) — немецкая писательница и редактор, автор многочисленных книг для детей и девочек-подростков, в том числе и книжных серий.
- Владимир Курочкин — старший лейтенант Рабоче-крестьянской Красной Армии, участник советско-финской и Великой Отечественной войны, Герой Советского Союза.
- Лебег, Анри Леон (66), французский математик, член Парижской АН (1922). Профессор Парижского университета (с 1910).
- Молявко-Высоцкий, Александр Петрович(55), видный российский геральдист.
- Огорзоф, Пауль (27) — немецкий серийный убийца и насильник, казнён
- Уорф, Бенджамин Ли (44), американский лингвист, специалист по языкам американских индейцев и автор так наз. гипотезы «лингвистической относительности», известной также как «гипотеза Сепира — Уорфа». Умер от рака.

## 27 июля

Догсом Дансранбилэгийн

- Ангарский, Николай Семёнович (67), революционер, большевик, литературный критик, партийный литератор. Расстрелян по приговору суда. Реабилитирован посмертно
- Бисениекс, Георг (55), российский революционер, латвийский дипломат и политик, расстрелян по приговору военной коллегии Верховного суда СССР. Реабилитирован посмертно.
- Благов, Иван Иванович (49) — советский дипломатический деятель, торговый представитель СССР в ГрецииВКП(б) (1929—1939), расстрелян.
- Бондарев, Тихон Лаврентьевич (70) — российский революционер, советский партийный деятель.
- Бондаренко, Александр Степанович (48), советский учёный, вице-президент ВАСХНИЛ, расстрелян по приговору военной коллегии Верховного суда СССР. Реабилитирован посмертно.
- Дадукин, Александр Михайлович (43) — советский государственный и партийный деятель, председатель Ярославского губернского комитета РКП(б) (1918), расстрелян.
- Дансранбилэгийн Догсом — монгольский политический деятель, в 1936—1939 Председатель Президиума Государственного Малого хурала Монгольской народной республики. Расстрелян по приговору суда. Реабилитирован посмертно
- Дрожжин, Иван Васильевич (50) — советский государственный и партийный деятель, ответственный секретарь Костромского губернского комитета РКП(б) (1923—1924).
- Зелтиньш, Отто (51), офицер латышской и немецкой армии, публицист и журналист, расстрелян по приговору военной коллегии Верховного суда СССР. Реабилитирован посмертно.
- Малышев, Борис Александрович, начальник Управления НКВД по Иркутской области в 1938—1939 гг., старший майор государственной безопасности. Расстрелян по приговору военной коллегии Верховного суда СССР. Не реабилитирован
- Мгеладзе, Илларион Виссарионович (50), советский литератор, критик, публицист, политический деятель, расстрелян органами НКВД.
- Хартманис, Мартиньш (58), российский и латвийский военный деятель, генерал. Расстрелян по приговору военной коллегии Верховного суда СССР.

## 28 июля
- Ахлюстин, Пётр Николаевич (45), советский военачальник, в начальный период Великой Отечественной войны командир 13-го механизированного корпуса. Погиб в бою.
- Ерёмин, Степан Илларионович советский военачальник, генерал-майор, в наалеВеликой Отечественной войны командир 20-го стрелкового корпуса 13-й армии. Погиб на фронте.
- Карпеченко, Георгий Дмитриевич (42), советский учёный-генетик. Расстрелян по приговору Военной коллегии Верховного суда СССР. Реабилитирован посмертно.
- Клепинин, Николай Андреевич (42), писатель, историк. Расстрелян органами НКВД. Реабилитирован посмертно.
- Кон, Феликс Яковлевич (77), польский революционер, советский общественный деятель.
- Дмитрий Кузнецов (38) — майор Рабоче-крестьянской Красной Армии, участник Великой Отечественной войны, Герой Советского Союза.
- Лоренц, Иван Леопольдович (50), советский дипломат, Полномочный представитель СССР в Литве (1923—1925), Финляндии (1925—1927), Латвии (1927—1929), Австрии (1935—1938). Расстрелян по приговору Военной коллегии Верховного Суда СССР. Реабилитирован посмертно.
- Лоскутов, Михаил Петрович (34) — советский курский писатель и публицист, расстрелян по приговору Военной коллегии Верховного суда СССР. Реабилититирован посмертно.
- Пороховщиков, Александр Александрович, российский инженер-конструктор, лётчик, предприниматель. Расстрелян по приговору Военной коллегии Верховного Суда СССР. Реабилитирован посмертно.
- Тикиляйнен, Пётр Абрамович (19), участник Советско-финской и Великой Отечественной войн, командир отделения 52-го стрелкового полка 71-й стрелковой дивизии 7-й армии, Герой Советского Союза (посмертно). Погиб в бою/

## 29 июля
- Гримм, Давид Давидович (77), русский юрист, ректор Петербургского университета в 1910—1911 годах. Умер в Риге.
- Стивенсон, Джеймс (52) — британский актёр, номинант на премию Оскар (1940) («Письмо»)

## 30 июля

Хуго Целминьш

- Анисимов, Виктор Васильевич (28), советский военный лётчик, участник советско-финской и Великой Отечественной войн, Герой Советского Союза (посмертно). Погиб в бою.
- Артамонов, Алексей Алексеевич (25), участник Великой Отечественной войны, младший лётчик 168-го истребительного авиационного полка 45-й смешанной авиационной дивизии 18-й армии Южного фронта, Герой Советского Союза (посмертно), лейтенант. Погиб в бою/
- Беккер, Хуго (78), немецкий виолончелист, композитор и музыкальный педагог.
- Иоанн (Булин) (48), — епископ Русской православной церкви, епископ Печерский (1926—1932). Расстрелян по приговору советского суда. Реабилитирован посмертно.
- Поливода, Григорий Степанович (33) — командир Пограничных войск СССР.
- Сквирский, Борис Евсеевич — советский дипломат, расстрелян органами НКВД. Реабилитирован посмертно.
- Соколов, Николай Константинович — советский государственный деятель, председатель Правления Госбанка СССР (1940). Расстрелян органами НКВД. Реабилитирован посмертно.
- Улзийтийн Бадрах, государственный и политический деятель МНР, секретарь Центрального Комитета Монгольской народно-революционной партии. Расстрелян по постановлению Военной коллегии Верховного суда СССР. Реабилитирован посмертно.
- Целминьш, Хуго (63), латвийский политический деятель. Премьер-министр Латвии (1924—1925, 1928—1931) Расстрелян в Москве

## 31 июля
- Маринкович, Соня (25), югославская крестьянка, партизанка Народно-освободительной войны, Народный герой Югославии (посмертно). Одна из инициаторов антифашистского сопротивления в Воеводине. Расстреляна немецкими оккупантами.
- Унт, Максим Иоганнович (43) эстонский политический деятель, социалист. Расстрелян органами НКВД. Реабилитирован посмертно.
- Чеховской, Якуба Авраамович (61) — цирковой борец-тяжелоатлет[1].